# ۱۱۶۶ (قمری)
۱۱۶۶ (قمری)، هزار و صد و شصت و ششمین سال در گاهشماری هجری قمری است. اول محرم این سال برابر با هشتم نوامبر سال ۱۷۵۲ میلادی است.

## رویدادها
- تخریب کامل شهر کرمانشاه با حملهٔ نیروهای زندیه و تخلیهٔ کامل جمعیت آن. ابعاد این تخریب تا اندازه‌ای بود که تا نزدیک به ۱۰ سال شهری به نام کرمانشاه وجود نداشت و منطقهٔ کرمانشاه نیز بدون حاکم‌نشین و حاکم بود.[۱]

## مناسبت‌ها
- پایان تألیف کتاب عالم‌آرای نادری در مرو